# 1771 na literatura

## Eventos
- Várias Poesias do Venerável Padre Frei Agostinho da Cruz.
- F. Klopstock, Odes.
- T. Smollett, A Expedição de Humphry Clinke.
- C. M. Wieland, O Novo Amadis.
- Cruz e Silva, Hissope (manuscrito).
- António José dos Reis Lobato, Arte da Grammatica de Língua Portuguesa (oficialmente adoptada para a aprendizagem da leitura e da escrita).

## Nascimentos
| Data         | Nome         | Profissão          | Nacionalidade | Observações | Ref |
| ------------ | ------------ | ------------------ | ------------- | ----------- | --- |
| 3 de Junho   | Sydney Smith | escritor e clérigo | Inglaterra    | m. 1845     |     |
| 15 de Agosto | Walter Scott | escritor           | Escócia       | m. 1832     |     |

## Mortes
| Data           | Nome                    | Profissão           | Nacionalidade | Observações | Ref |
| -------------- | ----------------------- | ------------------- | ------------- | ----------- | --- |
| 21 de Maio     | Christopher Smart       | poeta               | Inglaterra    | n. 1722     |     |
| 30 de Julho    | Thomas Gray             | escritor            | Inglaterra    | n. 1716     |     |
| 17 de Setembro | Tobias Smollett         | escritor            | Inglaterra    | n. 1721     |     |
| 26 de Dezembro | Claude Adrien Helvétius | filósofo e escritor | França        | n. 1715     |     |